# Private Spice
Private Spice je program koji emitira filmove za odrasle.
U Hrvatskoj se emitira putem Iskon.TV-a, MaxTV-a i B.net-a.